# Saison 2 de NCIS : Enquêtes spéciales
Chronologie
Saison 1 Saison 3
Cet article présente le guide des épisodes la deuxième saison de la série télévisée NCIS : Enquêtes spéciales.

## Distribution

### Acteurs principaux
- Mark Harmon (VF : Hervé Jolly) : Leroy Jethro Gibbs
- Sasha Alexander (VF : Ariane Deviègue) : Caitlin Todd
- Michael Weatherly (VF : Xavier Fagnon) : Anthony D. DiNozzo Jr.
- Pauley Perrette (VF : Anne O'Dolan) : Abigail Sciuto
- Sean Murray (VF : Adrien Antoine) : Timothy McGee
- David McCallum (VF : Michel Le Royer) : Donald Mallard

### Acteurs récurrents
- Brian Dietzen (VF : Christophe Lemoine) : Jimmy Palmer, assistant du médécin légiste
- Alicia Coppola : Capitaine de corvette Faith Coleman, avocat du JAG (épisodes 7 et 21)
- Jessica Steen (VF : Céline Monsarrat) : Paula Cassidy, agent spécial du NCIS (épisode 8)
- Joe Spano (VF : Gérard Rinaldi) : Tobias C. Fornell, agent du FBI (épisodes 5, 19 et 23)
- Alan Dale : Thomas Morrow, directeur du NCIS (épisode 23)
- Rudolf Martin (VF : Damien Boisseau) : Ari Haswari (épisode 23)

## Production
La deuxième saison est composée de vingt-trois épisodes.
Au Canada, la saison a été diffusée en simultané sur le système CH, le réseau secondaire de Global.
Aux États-Unis, la deuxième saison est diffusée sur CBS du 28 septembre 2004 au 24 mai 2005.
En France, la série est diffusée du 2 septembre 2005 au 16 décembre 2005 sur M6.
Elle marque l'arrivée d'un nouvel acteur récurrent, Jimmy Palmer, le nouvel assistant du Dr Mallard qui était déjà présent dans les trois derniers épisodes de la première saison.
Timothy McGee, nouvel agent permanent dans l'équipe de Gibbs est quant à lui promu comme acteur principal après avoir été déjà présents dans huit épisode de la première saison.
Le fil rouge de cette saison s'inscrit dans la suite de celui de la précédente concernant Ari. Cependant, ce personnage se fait plus discret dans l'intrigue. Il réapparaît lors de l'épisode final pour tendre un piège à l'équipe et tuer l'un de ses membres, Caitlin Todd, ce qui va affecter durablement les agents du NCIS.
Joe Spano, qui était déjà apparu dans 5 épisodes de la première saison, est de retour en tant qu'agent du FBI. 
Tom Morrow est toujours le directeur du NCIS, il n'apparait cependant que dans un seul épisode de la saison.

## Épisodes

### Épisode 1:La Rançon
- États-Unis : 28 septembre 2004 sur CBS[2]
- France : 2 septembre 2005 sur M6
- Québec : 28 janvier 2006 sur Historia

- États-Unis : 14,33 millions de téléspectateurs
- France : 4,1 millions de téléspectateurs (17,6 % de pda*)

- David Keith (Capitaine de vaisseau Mike Watson)
- William Mapother (Kyle Grayson)
- Ely Pouget (Julie Watson)
- Audrey Wasilewski (Shirley Wilkes)
- Abigail Breslin (Sandy Watson)
- Nick Warnock (Sergent de l'équipe de marines)

### Épisode 2:Pour le meilleur et pour le pire
- États-Unis : 5 octobre 2004 sur CBS
- France : 2 septembre 2005 sur M6
- Québec : 30 janvier 2006 sur Historia

- États-Unis : 14,28 millions de téléspectateurs
- France : 4,5 millions de téléspectateurs (19,2 % de pda*)

- Brian Dietzen (Jimmy Palmer)
- Kate Hodge (agent Jane Melankovic)
- Spencer Garrett (Commandant Spencer)
- Gérard O'Donnell (Lieutenant commandant Scott Willis)
- Matt Carmody (Chapelain Brett Evans)
- Betsy Brandt (Maître deuxième classe Barbara Swain)
- Tara Buck (Maître deuxième classe Debra Marshall)

### Épisode 3:Aux frontières du réel
- États-Unis : 12 octobre 2004 sur CBS
- France : 16 septembre 2005 sur M6
- Québec : 31 janvier 2006 sur Historia

- États-Unis : 14,86 millions de téléspectateurs
- France : 3,6 millions de téléspectateurs (21,2 % de pda*)

- Brian Dietzen (Jimmy Palmer)
- Timothy Bottoms (Ritt Everett)
- Tom Bower (Shérif Miller Thompson)
- Robert Rusler (Lieutenant Colonel Curtis Teague)
- Jeremy Garrett (Capitaine Patrick Barnett)
- Jennifer Hall (Daphne Everett)
- Rob Boltin (Capitaine Rod Newell)
- Don Swayze (Logan Clay)
- Todd Kimsey (Capitaine de police Grant)

### Épisode 4:Jane Doe
- États-Unis : 19 octobre 2004 sur CBS
- France : 9 septembre 2005 sur M6
- Québec : 1er février 2006 sur Historia

- États-Unis : 14,05 millions de téléspectateurs

- Brian Dietzen (Jimmy Palmer)
- Amy Sloan (quartier-maître de première classe Cynthia Cluxton)
- Ben Reed (maître Ian Goetz)
- Jack Kehler (Tom Wilson)
- David Marciano (Barman)
- Kent Faulcon (capitaine de frégate Reynolds)
- Donnie Jeffcoat (matelot Tom Jennings)
- Chris Heuisler (matelot Joe Wilkins)
- Julia Rose (Barmaid)
- Mariela Santos (Janice Santos)

### Épisode 5:Terrain miné
- États-Unis : 26 octobre 2004 sur CBS
- France : 9 septembre 2005 sur M6
- Québec : 2 février 2006 sur Historia

- États-Unis : 13,68 millions de téléspectateurs
- France : 5,8 millions de téléspectateurs (25,0 % de pda* ; rediffusion du 18 janvier 2008)

- Brian Dietzen (Jimmy Palmer)
- John Rosenfeld (agent Charles)
- Robert Costanzo (Jimmy Napolitano)
- Chris Ellis (Sergent-artilleur John Deluca)
- Mary Pat Gleason (Infirmière Wells)
- Joe Tabbanella (Rickey Napolitano)
- Blue Deckert (Marshall fédéral)
- Oleg Zatsepin (Sal Balducci)
- Michael Guarnera (Victor Gera)
- Joe Spano (Tobias C. Fornell du FBI) 1/3

### Épisode 6:Dommages collatéraux
- États-Unis : 16 novembre 2004 sur CBS
- France : 16 septembre 2005 sur M6
- Québec : 3 février 2006 sur Historia

- États-Unis : 15,27 millions de téléspectateurs

- Brian Dietzen (Jimmy Palmer)
- Elizabeth Peña (Lina Reyes, agent du FBI)
- Sean O'Bryan (David Shields)
- Amanda Fuller (Jen Shields)
- Rebecca Staab (Greta Boyen)
- Tim Ryan (Greg Boyen)
- Jesse Head (Lyle Chamber)
- David Henrie (Willy Shields)
- Mary Page Keller (capitaine de corvette Michaela « Micki » Shields)

### Épisode 7:Semper Fi
- États-Unis : 23 novembre 2004 sur CBS
- France : 2 septembre 2005 sur M6
- Québec : 4 février 2006 sur Historia

- États-Unis : 14,71 millions de téléspectateurs

- Charles Durning (Ernie Yost)
- Alicia Coppola (Capitaine de corvette Faith Coleman)
- Garette Henson (Caporal Ernie Yost jeune)
- Lloyd Kino (Hitoshi Yoshida)
- Bennet Guillory (Henry)
- Jason Alan Smith (Capitaine Wade Kean)

### Épisode 8:Ultime recours
- États-Unis : 30 novembre 2004 sur CBS
- France : 23 septembre 2005 sur M6
- Québec : 6 février 2006 sur Historia

- États-Unis : 15,65 millions de téléspectateurs

- Jessica Steen (agent Paula Cassidy)
- Stacy Edwards (Commandant Janice Byers)
- Nathan Wetherington (Enseigne Evan Hayes)
- Michael Dempsey (Entraîneur Morgan)
- Billy Brown (Officier Quartier Maître Velat)
- Tyler Kain (Tiffany)

### Épisode 9:Intrusion
- États-Unis : 7 décembre 2004 sur CBS
- France : 9 septembre 2005 sur M6
- Québec : 7 février 2006 sur Historia

- États-Unis : 14,59 millions de téléspectateurs

- Brian Dietzen (Jimmy Palmer)
- Megan Ward (Laura Rowens)
- Missy Yager (Michelle Davison)
- Neil Hopkins (Jeremy Davison)
- Lindsay Price (Lieutenant de la NAVY Pam King)
- Sterling Macer Jr. (Sergent Marine Chris Hegarty)
- Josh Daugherty (Devon Kane)

### Épisode 10:Enchaînés
- États-Unis : 14 décembre 2004 sur CBS
- France : 23 septembre 2005 sur M6
- Québec : 8 février 2006 sur Historia

- États-Unis : 14,65 millions de téléspectateurs

- Annie Corley (Anna Eliot, secrétaire d'état)
- John Thaddeus (Lane Harrison / Lane Danielson / Billy Collins)
- Don S. Davis (Officier Contrôle MTAC)
- Miguel Perez (chauffeur du van des marshals fédéraux)
- Frank Whaley (Jeffrey White)

### Épisode 11:En eaux troubles
- États-Unis : 11 janvier 2005 sur CBS
- France : 30 septembre 2005 sur M6
- Québec : 9 février 2006 sur Historia

- États-Unis : 15,4 millions de téléspectateurs

- Mike Starr (Monroe Cooper)
- Michael Weaver (Thomas McAllister)
- Robin Riker (Saleena Lockhart)
- Mark Damon Espinoza (Shérif Deke Lester)
- Lorna Scott (Sally Parker)
- Jimmy Palumbo (Directeur de studio)

### Épisode 12:Alter ego
- États-Unis : 18 janvier 2005 sur CBS
- France : 7 octobre 2005 sur M6
- Québec : 10 février 2006 sur Historia

- États-Unis : 14,53 millions de téléspectateurs

- John Doman (Lieutenant Cheney)
- Chad Willett (Détective Primo Monteleone)
- Rebecca McFarland (Détective Rachel Rapp)
- Kim Oja (Karen Wilkerson)
- Robert Patrick Benedict (Aaron Alan Wright)
- Will Burke (Détective Todd Miller)
- Willie C. Carpenter (Arthur Gruden)
- Grant Garrison (Maître deuxième classe Niles Wilson)
- Jeremy Guskin (Roland Gesta)
- Craig Welzbacher (George Mansur)

### Épisode 13:Vengeance d'outre-tombe
- États-Unis : 8 février 2005 sur CBS
- France : 21 octobre 2005 sur M6
- Québec : 11 février 2006 sur Historia

- États-Unis : 12,64 millions de téléspectateurs

- Pat Healy (Jonathan Hanlan)
- Lee Garlington (Mary Hanlan)
- Holmes Osborne (Fred Hanlan)
- Morgan Weisser (Vincent Hanlan)
- Jesse D. Goins (Jeffrey Wilson)
- Nina Foch (Victoria Mallard)

### Épisode 14:Le Témoin
- États-Unis : 15 février 2005 sur CBS
- France : 14 octobre 2005 sur M6
- Québec : 13 février 2006 sur Historia

- États-Unis : 13,04 millions de téléspectateurs

- Jack McGee (Détective Curtis Floyd)
- Danica McKellar (Erin Kendall)
- Tina Lifford (Docteur Pamela Fox)
- Conor Dubin (Jeremy Pryor)
- Coleen Porch (Jill Meyers)
- Christopher Stapleton (Lieutenant Don Wade)
- Alana Stelling (Officier Meg Walker)

### Épisode 15:Randonnée
- États-Unis : 22 février 2005 sur CBS
- France : 28 octobre 2005 sur M6
- Québec : 14 février 2006 sur Historia

- États-Unis : 13,59 millions de téléspectateurs

- Tim De Zarn (David Runion)
- Marieh Delfino (Judy Moore)
- David Lipper (Sergent Roger Caine)
- Kevin Sizemore (Sergent William Moore)
- John Lacy (Ranger Kett)

### Épisode 16:Bulldog
- États-Unis : 1er mars 2005 sur CBS
- France : 4 novembre 2005 sur M6
- Québec : 15 février 2006 sur Historia

- États-Unis : 13,68 millions de téléspectateurs

- Mya Harrison (Samantha King)
- Steven Brand (Ian Hitch)
- Scott Alan Smith (Détective Mark Mauceri)
- Conrad Roberts (Benjamin King)
- Kiko Ellsworth (Willie Taylor)
- Daya Vaidya (Keisha Scott)
- Shang Forbes (DJ Night Trap)
- Mark Griffin (Blue McGinty)

### Épisode 17:Œil pour œil
- États-Unis : 22 mars 2005 sur CBS
- France : 11 novembre 2005 sur M6
- Québec : 16 février 2006 sur Historia

- États-Unis : 14,86 millions de téléspectateurs

- Anthony Heald (Guyman Purcell)
- Carlos Lacamara (Joe Tabarez)
- Madison Mason (Colonel Bushnell)
- Mark Adair-Rios (Ignacio Mejia)
- Cleo King (Della Robinson)
- Daniel Jay Shore (Quartier-Maître Benjamin Horlacher)
- Tania Raymonde (Anna Real)

### Épisode 18:Beauté volée
- États-Unis : 29 mars 2005 sur CBS
- France : 18 novembre 2005 sur M6
- Québec : 17 février 2006 sur Historia

- États-Unis : 14,27 millions de téléspectateurs

- Tamara Craig Thomas (Lisa Kerr)
- Lochlyn Munro (Kevin Holt)
- Jon Sklaroff (Jonathan Redding)
- Lamont Thompson (Lieutenant Sommers)
- Larry Cedar (Jason Kaplan)
- Nathan Anderson (Luke Walters)
- Emma Bates (Officier Egan)
- Teck Holmes (Jamal Jones)

### Épisode 19:La Théorie du complot
- États-Unis : 12 avril 2005 sur CBS
- France : 25 novembre 2005 sur M6
- Québec : 18 février 2006 sur Historia

- États-Unis : 13,89 millions de téléspectateurs

- Brigid Brannagh (Catherine Reynolds)
- Dan Ziskie (Capitaine de vaisseau Ross Vetter)
- Jennifer Dundas (Lynn Simons)
- Hilary Salvatore (Quartier-Maître Jessica Smith)
- Molly Hagan (Audrey Vetter)
- Dean McDermott (Capitaine de corvette Allan Witten)
- Kevin Quigley (William)
- Jonathan Redford (Infirmier Timothy Morgan)
- Joe Spano (Tobias Fornell) 2/3

### Épisode 20:Cellule rouge
- États-Unis : 26 avril 2005 sur CBS
- France : 2 décembre 2005 sur M6
- Québec : 20 février 2006 sur Historia

- États-Unis : 13,67 millions de téléspectateurs
- France :  6,22 millions de téléspectateurs (23,8 % de pda*)

- Jeffrey Wincott : Sergent-artilleur Leeka
- Sherman Augustus : Capitaine Daniel Lemay
- Matt Decaro : Officier Daryl Bello
- Jon Wellner : Simon Frankel
- Judd Trichter : Hunter Huxley
- Kaj-Erik Eriksen : Frank Smith
- Billy Aaron Brown : Man in Mask/Donny Potter
- Chase Ryan Jeffery : Kyle Zolin
- Troian Bellisario : Sarah McGee

- Dans cet épisode, on découvre subrepticement que McGee écrit un livre.
- La demi-sœur par alliance de Sean Murray (Troian Bellisario) y joue le rôle de sa petite sœur.

### Épisode 21:L'Étoffe des héros
- États-Unis : 3 mai 2005 sur CBS
- France : 9 décembre 2005 sur M6
- Québec : 21 février 2006 sur Historia

- États-Unis : 13,55 millions de téléspectateurs

- Vincent Angell (Bruce Webb)
- Alicia Coppola (Capitaine de corvette Faith Coleman)
- Shashawnee Hall (Police Chief Whalen)
- Anne Judson-Yager (Emmy Poole)
- Zack Ward (Police Officer Billy Krieg)
- Elizabeth Connors (Kathy Webb)
- Matt Bushell (Marine Lt. Rob King)
- Paul Rae (Steve Hager)

- Dans cet épisode, Tony se fait voler sa voiture. Il la retrouve à la fin de l'épisode, son voleur ayant eu un grave accident avec ; le véhicule est complètement détruit.
- De plus, une petite idylle se joue entre Gibbs et le capitaine de corvette Coleman.

### Épisode 22:Le Baiser du tueur
- États-Unis : 10 mai 2005 sur CBS
- France : 16 décembre 2005 sur M6
- Québec : 22 février 2006 sur Historia

- États-Unis : 13,58 millions de téléspectateurs

- Steven Eckholdt (Capitaine de frégate Brad Pitt)
- Mariette Hartley (Hanna Lowell)
- Tamara Taylor (Cassie Yates)
- Olivia Burnette (Sarah Lowell)
- Kelsey Oldershaw (Lieutenant de vaisseau Emma Ingham)
- Rizwan Manji (Dr Pandy

### Épisode 23:In extremis
- États-Unis : 24 mai 2005 sur CBS
- France : 16 décembre 2005 sur M6
- Québec : 23 février 2006 sur Historia

- États-Unis : 14,74 millions de téléspectateurs

- Rudolf Martin (Ari Haswari)
- Ben Parrillo (Rex Eberlee)
- Shane Conrad (Navy Lt. Dean Westfall)
- Dennis Cockrum
- Alan Dale (directeur du NCIS Tom Morrow)
- Joe Spano (Tobias C. Fornell) 3/3